# شو (حرف)
شو هو أحد حروف الأبجدية الإغريقية البائدة، يأخذ الحرف شكلين الكبير (Ϸ) والصغير (ϸ). وتمت إضافته لتسهيل الكتابة باللغة الباخترية.

## وصلات خارجية
- شو (إنجليزية)